# Geocalamus
Geocalamus is een geslacht van wormhagedissen uit de familie wormhagedissen sensu stricto (Amphisbaenidae).

## Naam en indeling
De wetenschappelijke naam van de groep werd voor het eerst voorgesteld door Albert Günther in 1880. Het geslacht wordt vertegenwoordigd door twee soorten. 

### Soorten
Het geslacht omvat de volgende soorten die onderstaand zijn weergegeven, met de auteur en het verspreidingsgebied.
| Naam                | Auteur          | Verspreidingsgebied |
| ------------------- | --------------- | ------------------- |
| Geocalamus acutus   | Sternfeld, 1912 | Kenia, Tanzania     |
| Geocalamus modestus | Günther, 1880   | Tanzania            |

## Verspreiding en habitat
De soorten komen voor in delen van oostelijk Afrika en leven in de landen Kenia en Tanzania.